# Liste der Naturdenkmale in Dippoldiswalde
Die Liste der Naturdenkmale in Dippoldiswalde nennt die Naturdenkmale in Dippoldiswalde im sächsischen Landkreis Sächsische Schweiz-Osterzgebirge.

## Definition
„Naturdenkmäler sind rechtsverbindlich festgesetzte Einzelschöpfungen der Natur oder entsprechende Flächen bis zu fünf Hektar, deren besonderer Schutz erforderlich ist
1. aus wissenschaftlichen, naturgeschichtlichen oder landeskundlichen Gründen oder
2. wegen ihrer Seltenheit, Eigenart oder Schönheit.“

„§ 18 – Naturdenkmäler – (zu § 28 BNatSchG)
(1) Die Erklärung nach § 22 Abs. 1 BNatSchG von Teilen von Natur und Landschaft als Naturdenkmal erfolgt durch Rechtsverordnung oder Einzelanordnung.
(2) Über § 28 Abs. 1 BNatSchG hinaus können Naturdenkmäler zur Sicherung von Lebensgemeinschaften oder Lebensstätten von im Bestand gefährdeten oder streng geschützten Arten festgesetzt werden.“

## Liste
Link zu einem Kartenansichtstool, um Koordinaten zu setzen.
| Bild            | Bezeichnung                                                                                               | Lage                                              | Beschreibung                                                        | Datum      | Nummer  |
| --------------- | --- | ------------------------------------------------- | ------------------------------------------------------------------- | ---------- | ------- |
| BW              | Wiese Elend                                                                                               | Elend (50° 52′ 58,4″ N, 13° 41′ 33,6″ O)          | Ca. 0,22 ha; Feuchtwiesen- sowie Bergwiesen- und Frischwiesenzeiger |            | WRK 070 |
| BW              | Holzbachwiese                                                                                             | Oberhäslich (50° 54′ 56″ N, 13° 41′ 50,3″ O)      | Ca. 1,6 ha; naturnaher Bachlauf am Zulauf zum Hafterteich           |            | WRK 072 |
| BW              | Steinrückenwiese bei Sadisdorf                                                                            | Sadisdorf (50° 50′ 10,5″ N, 13° 38′ 10,5″ O)      |                                                                     |            | WRK 116 |
| BW              | Waldwiese am Sportplatz Hennersdorf                                                                       | Hennersdorf (50° 48′ 53,1″ N, 13° 38′ 2″ O)       |                                                                     |            | WRK 118 |
| BW              | Fichte im Tännichtgrund nördlich Berreuth                                                                 | Berreuth (50° 54′ 14,5″ N, 13° 39′ 16,4″ O)       | 2008 Naturdenkmal, 2014 in der Verordnung nicht genannt             |            |         |
| BW              | Dorfeiche Berreuth (Quercus petraea)                                                                      | Berreuth (50° 54′ 1,5″ N, 13° 39′ 21,3″ O)        |                                                                     | 1, 5       | wrk 113 |
| Fotos hochladen | „Körnereiche“ am Stadtpark in Dippoldiswalde (Quercus robur)                                              | Dippoldiswalde (50° 53′ 52,3″ N, 13° 39′ 57,9″ O) |                                                                     | 1, 2, 4, 5 | wrk 019 |
| BW              | Zwei Traubeneichen und Drei Eschen am Friedrichsteich in Reichstädt (Quercus petraea, Fraxinus excelsior) | Reichstädt (50° 53′ 37,7″ N, 13° 37′ 51″ O)       |                                                                     | 1, 5       | wrk 117 |

Das Nummernschema des Landkreises unterscheidet
- Einzelnaturdenkmal = Kleinbuchstaben (wrk 001 Babisnauer Pappel; …)
- Flächennaturdenkmal = Großbuchstaben (WRK 001 Kugelpechstein; …)